# Hylesia coinopus
Hylesia coinopus är en fjärilsart som beskrevs av Dyar 1913. Hylesia coinopus ingår i släktet Hylesia och familjen påfågelsspinnare. Inga underarter finns listade i Catalogue of Life.